# 庆丰桥 (集士港镇)
29°51′6.35″N 121°25′12.38″E / 29.8517639°N 121.4201056°E
庆丰桥位于中国浙江省宁波市海曙区集士港镇万众村清垫，始建于明嘉靖十五年（1536年），清康熙十年（1671年）重修，跨越夹塘河，为单孔石质拱桥，长11.6米，宽3.4米，拱券呈半月状，矢高2.3米，跨2.97米:340，2010年9月以清垫夹塘及古桥公布为鄞州区文物保护单位，2010年大修，2011年完工，2018年12月28日因行政区划调整公布为海曙区文物保护单位。